# 山城西
山城西（やましろにし）は、徳島県徳島市の町名。現行行政地名は山城西一丁目から山城西四丁目。2009年12月現在の徳島市の調査による人口は579人、世帯数は312世帯。郵便番号は〒770-8054。

## 地理
徳島市の東部に位置し、八万地区に属している。北境に国道55号が通り、東隣の山城町西浜傍示から一丁目および二丁目の一部にわたり徳島文理大学のキャンパスが存在する。南は冷田川が園瀬川に合流する地点となっている。隣接する山城町とともに現在文教地区として発展している。

### 河川
- 園瀬川
- 冷田川

## 歴史
元は山城町・沖浜町の一部であったが昭和59年の八万東部地区土地区画整理事業によって整備された地域である。

## 交通

### 道路
一般国道
- 国道55号

### バス
徳島バス
- 文理小学校前

## 施設
- 徳島文理中学校・高等学校
- 徳島市八万ポンプ場
- 山城南公園
- ふく利沖浜店